# Bridei II
Bridei II, també conegut amb el nom de Bruide mac Wid o mac Foth, va ser rei dels pictes del 635 al 641.
Era el germà de l'anterior rei dels pictes Gartnait mac Wid i el net de Nechtan nepos Uerb.
La Crònica picta li atribueix un regnat de 5 anys, mentre que els Annals d'Ulster es limiten a assenyalar la seva mort el 641. El va succeir el seu germà Talorg mac Wid.